# Albert Gehlen
Albert H. Gehlen (* 1. April 1940 in Elsenborn) ist ein belgischer Politiker der deutschsprachigen Christlich Sozialen Partei (CSP). Gehlen war langjähriges Mitglied des Parlamentes der Deutschsprachigen Gemeinschaft Belgiens, dessen Vorsitz er von 1976 bis 1981 innehatte, und der föderalen Abgeordnetenkammer. Den Vorsitz der CSP hatte er von 1971 bis 1976 inne. Auf lokaler Ebene war Albert Gehlen von 1989 bis 1994 Bürgermeister von Sankt Vith. Gehlen ist Lizenziat in germanischer Philologie und zum Unterricht der gymnasialen Oberstufe zugelassen.

## Übersicht der politischen Ämter
- 1973–1999: Mitglied des Rates der deutschen Kulturgemeinschaft (RdK), des Rates der Deutschsprachigen Gemeinschaft (RDG) und des Parlamentes der Deutschsprachigen Gemeinschaft (PDG)
- 1976–1981: Präsident des Rates der deutschen Kulturgemeinschaft (RdK)
- 1982–2000: Gemeinderatsmitglied in Sankt Vith
- 1989–1994: Bürgermeister von Sankt Vith
- 1981–1999: Mitglied der belgischen Abgeordnetenkammer

## Auszeichnungen
- Großoffizier des Leopoldsordens
- Zivilmedaille Erster Klasse
- Eifel-Ardennen-Plakette für grenzüberschreitende Ideen des Eifelvereins